# Couëron
Couëron é uma comuna francesa na região administrativa do País do Loire, no departamento de Loire-Atlantique. Estende-se por uma área de 44.03 km². Em 2010 a comuna tinha 22 137 habitantes (densidade: 502,8 hab./km²).